# 싸우자귀신아
《싸우자 귀신아》는 웹툰 작가 임인스(본명: 임만섭)의 웹툰으로, 네이버 웹툰에 연재되었다. 귀신을 볼 줄 아는 주인공과 주인공이 만난 귀신이 동거하며 겪어가는 에피소드를 그렸다.
2007년 6월 4일부터 2010년 10월 30일까지 네이버 웹툰에 116화 및 후기가 연재되었다. 싸귀 2: 퇴마록은 이 작품의 후속작이다.